# ジョシュ・オコナー
ジョシュ・オコナー（Josh O’Connor、1990年5月20日 - ）は、イギリスの俳優。

## 経歴
1990年5月20日、イギリス・チェルトナム出身。ブリストル・オールド・ヴィック演劇学校卒業後、映画やTVドラマに出演し始める。『ライオット・クラブ』(ロネ・シェルフィグ監督)で長編映画デビューを果たした。
2人の孤独な青年の愛を描いた『ゴッズ・オウン・カントリー』(フランシス・リー監督)で主演を務め、第20回英国インディペンデント映画賞主演男優賞を受賞、第71回英国アカデミー賞では有望な新人に授与されるブレイクスルー・ブリッツに選出、第23回英国エンパイア賞最優秀男性新人賞を受賞するなど、一躍イギリスを代表する若手俳優としての地位を確立。
大ヒットTVシリーズ『ザ・クラウン』ではチャールズ皇太子役を演じ、第78回ゴールデン・グローブ賞テレビ部門と第73回プライムタイム・エミー賞の主演男優賞を受賞。
ほか主な出演映画は、『幸せの答え合わせ』(ウィリアム・ニコルソン監督)、『帰らない日曜日』(エヴァ・ユッソン監督)、マイク・フェイストとともに、ゼンデイヤ演じる主人公と三角関係となる役柄を演じた『チャレンジャーズ』(ルカ・グァダニーノ監督)、『墓泥棒と失われた女神』(アリーチェ・ロルヴァケル監督)など。
今後は、ケイト・ウィンスレット、マリオン・コティヤール共演の『Lee』(エレン・クラス監督)の公開やクリステン・スチュワート、エル・ファニングら共演『Rosebushpruning』(カリム・アイノズ監督)の撮影を控えている。
ほかブルガリやロエベなどハイブランドでのモデル (職業)を務めたり、写真家としても活動するなどマルチな才能を発揮している。

## フィルモグラフィ
※役名の太字表記は主演。

### 長編映画

#### 劇場公開映画
| 年   | 題名                                         | 役名                   | 吹替         |
| ---- | -------------------------------------------- | ---------------------- | ------------ |
| 2019 | ゴッズ・オウン・カントリー God's Own Country | ジョニー・サックスビー | (吹替版なし) |
| 2020 | EMMA エマ Emma.                              | ミスター・エルトン     | 近松孝丞     |
| 2021 | 幸せの答え合わせ Hope Gap                    | ジェイミー             | (吹替版なし) |
| 2022 | 帰らない日曜日 Mothering Sunday              | ポール・シェリンガム   | (吹替版なし) |
| 2024 | チャレンジャーズ Challengers                 | パトリック・ズワイグ   | 櫻井トオル   |
| 2024 | 墓泥棒と失われた女神 La Chimera              | アーサー               | (吹替版なし) |
| 2025 | リー・ミラー 彼女の瞳が映す世界 Lee          | 若いジャーナリスト     | (吹替版なし) |
| 2025 | The History of Sound                         | デイヴィット           | TBD          |
| 2026 | The Dish                                     | TBA                    | TBD          |
| TBA  | The Mastermind                               | TBA                    | TBD          |
| TBA  | Jack of Spades                               | TBA                    | TBD          |

#### WEB配信映画
| 年   | 題名                                   | 役名 | 配信局  |
| ---- | -------------------------------------- | ---- | ------- |
| 2025 | Wake Up Dead Man: A Knives Out Mystery | TBA  | Netflix |

### テレビシリーズ

#### WEB配信ドラマ
| 年        | 題名                   | 役名             | 配信局  | 吹替     |
| --------- | ---------------------- | ---------------- | ------- | -------- |
| 2019-2020 | ザ・クラウン The Crown | チャールズ皇太子 | Netflix | 近松孝丞 |